# Quarantaine (Stargate)
Pour les articles homonymes, voir Quarantaine (homonymie).
Quarantaine est un épisode de la série télévisée Stargate Atlantis. C'est le treizième épisode de la saison 4 et le 73e épisode de la série.

## Synopsis
Une alerte censée être celle d'une épidémie s'active et toutes les portes de la cité se ferment. Les habitants sont coincés: Sheppard avec Teyla, Carter avec Zelenka, Ronon avec Jennifer Keller et McKay avec Katie Brown (sa fiancée qu'il comptait demander en mariage).
Il est bientôt clair que cette quarantaine de catégorie 5 (la maximum) lancée automatiquement par la cité n'est pas prête d'être levée. Personne n'arrive à ouvrir les portes et les communications sont brouillées; or McKay, la seule personne capable de changer cela, est dans la serre de Brown, hors de portée du moindre ordinateur, et n'a pas son oreillette avec lui.
Pendant ce temps, Sheppard et Teyla discutent. Cette dernière lui avoue sa peur de mourir en mission, laissant son futur enfant orphelin, et Sheppard lui dit que si elle meurt, tous les autres, qui sont un peu sa famille, s'occuperont de lui. Chacun de son côté tente de sortir mais n'y parvient pas. Voyant son oreillette, Sheppard comprend que McKay est dans la serre, et qu'il ne supportera pas cet endroit. Ils se rendent également compte que la cité envoie un message dans l'espace pour dire aux appareils avoisinants que l'endroit est en quarantaine, et cela risque à terme d'alerter les Wraiths.
Ronon se confie à Keller, lui racontant la mort de sa fiancée lors d'une attaque de Wraith : il lui avait demandé de partir, mais elle avait refusé et était morte pendant l'attaque. Sheppard casse une fenêtre et décide d'escalader la tour jusqu'à la salle de contrôle pour couper le signal d'alerte. Il y parvient, mais quand il désactive le système, tous les ordinateurs s'éteignent et l'autodestruction de la cité s'active, car la fenêtre fracassée équivaut à une rupture de quarantaine ; la cité enclenche alors l'ultime recours pour éradiquer la prétendue maladie qui a déclenché la quarantaine. Keller trouvé une idée pour sortir : faire sauter le robinet d'une bouteille d'oxygène. Cependant cela ne marche pas, la porte n'a pas une égratignure.
Sheppard s'échappe avec une dizaine d'autres personnes (dont Evan Lorne) de la salle de contrôle grâce à du C4 et libère Carter et Zelenka. De son côté Katie Brown se rend compte que McKay voulait la demander en mariage. Le seul moyen d'aller au générateur est un conduit d'aération très mince. Zelenka, très mince, se propose pour y aller, et une fois dans le conduit se maudit pour cette proposition (il voulait impressionner Carter). Il parvient à la salle d'alimentation, et coupe toute l'alimentation avant de la rebrancher, dans le but de réinitialiser les systèmes. Cela fonctionne, et toutes les portes se rouvrent.
McKay vient annoncer à Katie qu'en fait il n'est pas prêt pour le mariage, et celle-ci lui avoue qu'elle non plus ne se sentait pas prête. Pendant ce temps l'équipe d'Atlantis n'hésite pas à vanter les mérites de Zelenka.